# Libnotes atroguttata
Libnotes atroguttata är en tvåvingeart som först beskrevs av Edwards 1932.  Libnotes atroguttata ingår i släktet Libnotes och familjen småharkrankar. Inga underarter finns listade i Catalogue of Life.